# Europese kampioenschappen kunstschaatsen 1959
De Europese Kampioenschappen kunstschaatsen zijn wedstrijden die samen een jaarlijks terugkerend evenement vormen, georganiseerd door de Internationale Schaatsunie (ISU).
De kampioenschappen van 1959 vonden plaats in Davos. Het was de tiende keer dat een EK evenement in Davos plaatsvond. Eerder werden de kampioenschappen van 1899, 1904, 1906, 1922, 1924, 1926, 1929, 1939 (voor de mannen) en 1947 er gehouden. Het was voor de veertiende keer dat een EK kampioenschap in Zwitserland plaatsvond, eerder werden de toernooien in Sankt Moritz (1931, vrouwen en paren, 1935 en 1938, mannen en vrouwen) en in Zürich (1951) gehouden.
Voor de mannen was het de 51e editie, voor de vrouwen en paren de 23e editie en voor de ijsdansers de zesde editie.

## Historie
De Duitse en Oostenrijkse schaatsbond, verenigd in de "Deutscher und Österreichischer Eislaufverband", organiseerden zowel het eerste EK Schaatsen voor mannen als het eerste EK Kunstschaatsen voor mannen in 1891 in Hamburg, in toen nog het Duitse Keizerrijk, nog voor het ISU in 1892 werd opgericht. De internationale schaatsbond nam in 1892 de organisatie van het EK kunstschaatsen over. In 1895 werd besloten voortaan het WK kunstschaatsen te organiseren en kwam het EK te vervallen. In 1898, na twee jaar onderbreking, vond toch weer een herstart plaats van het EK kunstschaatsen.
De vrouwen en paren zouden vanaf 1930 jaarlijks om de Europese titel strijden. De ijsdansers streden vanaf 1954 om de Europese titel in het kunstschaatsen.

## Deelname
Er namen deelnemers uit dertien landen deel aan deze kampioenschappen. Zij vulden een recordaantal van 72 startplaatsen (twee meer dan in 1958) in de vier disciplines in.
Voor Nederland namen Joan Haanappel (voor de vijfde keer), Sjoukje Dijkstra (voor de vierde keer) en Jeannine Ferir (voor de tweede keer) deel in het vrouwentoernooi. Wouter Toledo nam voor de tweede keer deel in het mannentoernooi. Catharina Odink / Jacobus Odink kwamen voor de vijfde keer uit bij het ijsdansen.
(Tussen haakjes het totaal aantal startplaatsen over de disciplines.)
| West-Duitsland (11) Oostenrijk (10) Frankrijk (7) Tsjecho-Slowakije (7) Italië (6) | Sovjet-Unie (6) Verenigd Koninkrijk (6) Zwitserland (6) Nederland (5) | Hongarije (3) Polen (3) Noorwegen (1) DDR (1) |

## Medailleverdeling
Bij de mannen prolongeerde Karol Divín de Europese titel, het was zijn zesde medaille, van 1954-1956 eindigde hij op de derde plaats en in 1957 werd hij tweede. Alain Giletti werd tweede, het was zijn zevende medaille, van 1955-1957 werd hij Europees kampioen, in 1953, 1954 en 1958 tweede. Norbert Felsinger op de derde plaats veroverde zijn eerste medaille.
Bij de vrouwen werd Hanna Walter de twaalfde Europees kampioene, het was haar derde medaille, in 1957 werd ze derde en in 1958 tweede. Sjoukje Dijkstra op de tweede plaats veroverde haar eerste EK medaille en Joan Haanappel op plaats drie veroverde haar tweede, in 1958 werd ze ook derde.
Bij de paren veroverden Marika Kilius / Hans-Jürgen Bäumler als veertiende paar de Europese titel, het was hun eerste medaille gezamenlijk. Voor Kilius was het haar vierde medaille, van 1955-1957 werd ze met Franz Ningel derde. Nina Zjoek-Bakoesjeva / Stanislav Zjoek veroverden na 1958 opnieuw de tweede plaats. Het duo op plaats drie, Joyce Coates / Anthony Holles, eindigden ook in 1958 op de derde plaats.
Bij het ijsdansen stond tweevoudig Europees kampioen Courtney Jones voor de derde opeenvolgende keer op plaats één, in 1957 en 1958 stond hij hier met June Markham en dit jaar met Doreen Denny. Op plaats twee veroverden Catherine Morris / Michael Robinson hun derde medaille, ook in 1958 werden ze tweede en in 1957 derde. Voor het eerst stond er een niet-Brits paar op het erepodium bij het ijsdansen. Het Franse paar Christiane Guhel / Jean Paul Guhel eindigden op de derde plaats.
| Discipline | Goud                                | Zilver                                  | Brons                              |
| ---------- | ----------------------------------- | --------------------------------------- | ---------------------------------- |
| Mannen     | Karol Divín                         | Alain Giletti                           | Norbert Felsinger                  |
| Vrouwen    | Hanna Walter                        | Sjoukje Dijkstra                        | Joan Haanappel                     |
| Paren      | Marika Kilius / Hans-Jürgen Bäumler | Nina Zjoek-Bakoesjeva / Stanislav Zjoek | Joyce Coates / Anthony Holles      |
| IJsdansen  | Doreen Denny / Courtney Jones       | Catherine Morris / Michael Robinson     | Christiane Guhel / Jean Paul Guhel |

## Uitslagen
| #      | naam (deelname)           | land                                    | pc |
| ------ | ------------------------- | --------------------------------------- | -- |
| Goud   | Karol Divín (6)           | Vlag van Tsjechië                       |    |
| Zilver | Alain Giletti (8)         | Vlag van Frankrijk                      |    |
| Brons  | Norbert Felsinger (6)     | Vlag van Oostenrijk                     |    |
| 4      | Alain Calmat (6)          | Vlag van Frankrijk                      |    |
| 5      | Manfred Schnelldorfer (5) | Vlag van Duitsland                      |    |
| 6      | Tilo Gutzeit (4)          | Vlag van Duitsland                      |    |
| 7      | Peter Jonas (3)           | Vlag van Oostenrijk                     |    |
| 8      | David Clements            | Vlag van Verenigd Koninkrijk            |    |
| 9      | Hubert Kopfler (2)        | Vlag van Zwitserland                    |    |
| 10     | Lev Mikhajlov (4)         | Vlag van Sovjet-Unie                    |    |
| 11     | Francois Pache (5)        | Vlag van Zwitserland                    |    |
| 12     | Sergio Brosio             | Vlag van Italië                         |    |
| 13     | Bodo Bockenauer           | Vlag van Duitse Democratische Republiek |    |
| 14     | Igor Persiantsev (4)      | Vlag van Sovjet-Unie                    |    |
| 15     | Karl Bohringer (3)        | Vlag van Oostenrijk                     |    |
| 16     | Henryk Hanzel (2)         | Vlag van Polen (1928-1980)              |    |
| 17     | Wouter Toledo (2)         | Vlag van Nederland                      |    |
| 18     | Jochen Niemann            | Vlag van Duitsland                      |    |

| #      | naam (deelname)               | land                         | pc |
| ------ | ----------------------------- | ---------------------------- | -- |
| Goud   | Hanna Walter (6)              | Vlag van Oostenrijk          |    |
| Zilver | Sjoukje Dijkstra (4)          | Vlag van Nederland           |    |
| Brons  | Joan Haanappel (5)            | Vlag van Nederland           |    |
| 4      | Ina Bauer (3)                 | Vlag van Duitsland           |    |
| 5      | Regine Heitzer (2)            | Vlag van Oostenrijk          |    |
| 6      | Jindra Kramperova (4)         | Vlag van Tsjechië            |    |
| 7      | Jana Docekalova (4)           | Vlag van Tsjechië            |    |
| 8      | Dany Rigoulet (3)             | Vlag van Frankrijk           |    |
| 9      | Diana Carol Clifton-Peach (4) | Vlag van Verenigd Koninkrijk |    |
| 10     | Liliane Crosa                 | Vlag van Zwitserland         |    |
| 11     | Anna Galmarini (3)            | Vlag van Italië              |    |
| 12     | Jitka Hlavackova (3)          | Vlag van Tsjechië            |    |
| 13     | Carla Tichatschek (2)         | Vlag van Italië              |    |
| 14     | Franzi Schmidt                | Vlag van Zwitserland         |    |
| 15     | Carolyn Krau (3)              | Vlag van Verenigd Koninkrijk |    |
| 16     | Nicole Hassler                | Vlag van Frankrijk           |    |
| 17     | Barbel Martin                 | Vlag van Duitsland           |    |
| 18     | Roswitha Sodoma               | Vlag van Oostenrijk          |    |
| 19     | Corinne Altman (2)            | Vlag van Frankrijk           |    |
| 20     | Helga Zollner (3)             | Vlag van Hongarije           |    |
| 21     | Ursula Barkey                 | Vlag van Duitsland           |    |
| 22     | Edda Jurek (2)                | Vlag van Hongarije           |    |
| 23     | Anna Karine Dehle (2)         | Vlag van Noorwegen           |    |
| 24     | Tatiana Nemtsova              | Vlag van Sovjet-Unie         |    |
| 25     | Jeannine Ferir (2)            | Vlag van Nederland           |    |
| 26     | Eva Czoma                     | Vlag van Hongarije           |    |
| 27     | Irina Ljuljakova              | Vlag van Sovjet-Unie         |    |
| 28     | Krystyna Wasik (2)            | Vlag van Polen (1928-1980)   |    |

| #      | naam (deelname)                                | land                         | pc |
| ------ | ---------------------------------------------- | ---------------------------- | -- |
| Goud   | Marika Kilius (5) Hans Jürgen Bäumler (4)      | Vlag van Duitsland           |    |
| Zilver | Nina Zjoek-Bakoesjeva (3) Stanislav Zjoek (3)  | Vlag van Sovjet-Unie         |    |
| Brons  | Joyce Coates (4) Anthony Holles (4)            | Vlag van Verenigd Koninkrijk |    |
| 4      | Margret Gobl Franz Ningel (4)                  | Vlag van Duitsland           |    |
| 5      | Rita Blumenberg Werner Mensching               | Vlag van Duitsland           |    |
| 6      | Hana Dvorakova (3) Karol Vosatka (3)           | Vlag van Tsjechië            |    |
| 7      | Ludmila Belousova (2) Oleg Protopopov (2)      | Vlag van Sovjet-Unie         |    |
| 8      | Diana Hinko (3) Heinz Döpfl (3)                | Vlag van Oostenrijk          |    |
| 9      | Barbara Jankowska (4) Zygmond Kaczmarczyk (3)  | Vlag van Polen (1928-1980)   |    |
| 10     | Roswitha Mauerhofer (3) Gunther Mauerhofer (3) | Vlag van Oostenrijk          |    |
| 11     | Gerda Johner Rudi Johner                       | Vlag van Zwitserland         |    |
| 12     | Eva Romanova Pavel Roman                       | Vlag van Tsjechië            |    |

| #      | naam (deelname)                                          | land                         | pc |
| ------ | -------------------------------------------------------- | ---------------------------- | -- |
| Goud   | Doreen Denny Courtney Jones (4)                          | Vlag van Verenigd Koninkrijk |    |
| Zilver | Catherine Morris (3) Michael Robinson (3)                | Vlag van Verenigd Koninkrijk |    |
| Brons  | Christiane Guhel (2) Jean Paul Guhel (5)                 | Vlag van Frankrijk           |    |
| 4      | Rita Paucka (4) Peter Kwiet (4)                          | Vlag van Duitsland           |    |
| 5      | Elly Thal Hannes Burckhardt (3)                          | Vlag van Duitsland           |    |
| 6      | Lucia Zorn-Fischer (6) Rudolf Zorn (6)                   | Vlag van Oostenrijk          |    |
| 7      | Eva Romanova Pavel Roman                                 | Vlag van Tsjechië            |    |
| 8      | Annick de Trentinian (2) Philippe Aumond                 | Vlag van Frankrijk           |    |
| 9      | Catharina Odink (5) Jacobus Odink (5)                    | Vlag van Nederland           |    |
| 10     | Adrianna Giuggiolini (4) Germano Ceccattini (4)          | Vlag van Italië              |    |
| 11     | Helga Michelmayer (2) Gerald Felsinger (2)               | Vlag van Oostenrijk          |    |
| 12     | Daniëlle Jaton Charles Pichard (2)                       | Vlag van Zwitserland         |    |
| 13     | Maria Grazia Toncelli-Locatelli (2) Vinicio Toncelli (2) | Vlag van Italië              |    |
| 14     | Ludovica Boccacci Gianfranco Canepa (2)                  | Vlag van Italië              |    |

Medaillewinnaars

Mannen · 
Vrouwen ·
Paren · 
IJsdansen

Toernooi

1891 · 
1892 · 
1893 · 
1894 · 
1895 · 
1896-1897 · 
1898 · 
1899 · 
1900 · 
1901 · 
1902-1903 · 
1904 · 
1905 · 
1906 · 
1907 · 
1908 · 
1909 · 
1910 · 
1911 · 
1912 · 
1913 · 
1914 · 
1915-1921 · 
1922 · 
1923 · 
1924 · 
1925 · 
1926 · 
1927 · 
1928 · 
1929 · 
1930 · 
1931 · 
1932 · 
1933 · 
1934 · 
1935 · 
1936 · 
1937 · 
1938 · 
1939 ·
1940-1946 · 
1947 · 
1948 · 
1949 · 
1950 · 
1951 · 
1952 · 
1953 · 
1954 · 
1955 · 
1956 · 
1957 · 
1958 · 
1959 · 
1960 · 
1961 · 
1962 · 
1963 · 
1964 · 
1965 · 
1966 · 
1967 · 
1968 · 
1969 · 
1970 · 
1971 · 
1972 · 
1973 · 
1974 · 
1975 · 
1976 · 
1977 · 
1978 · 
1979 · 
1980 · 
1981 · 
1982 · 
1983 · 
1984 · 
1985 · 
1986 · 
1987 · 
1988 · 
1989 · 
1990 · 
1991 · 
1992 · 
1993 · 
1994 · 
1995 ·
1996 · 
1997 · 
1998 · 
1999 · 
2000 · 
2001 · 
2002 · 
2003 · 
2004 · 
2005 · 
2006 ·
2007 ·
2008 ·
2009 ·
2010 ·
2011 ·
2012 ·
2013 ·
2014 ·
2015 ·
2016 ·
2017 ·
2018 ·
2019 ·
2020 ·
2021 · 
2022 · 
2023 · 
2024 · 
2025

WK kunstschaatsen ·
WK kunstschaatsen junioren ·
Viercontinentenkampioenschap ·
Olympische Spelen